# Ауделю
А́уделю (устар. Межевепри; латыш. Audeļu ezers; латг. Audeļu azars) — озеро Латгальской возвышенности в восточной части Латвии, располагается на территории Рунденской волости Лудзенского края. Относится к бассейну Илжы (ранее включалось в бассейн Сарьянки).
Находится между селами Ковалишки и Межавепри в западной части Рунденского холмистого массива, на высоте 192,5 м над уровнем моря. Вытянуто в меридиональном направлении. Площадь водной поверхности — 11,6 га (по другим данными — 10 га, 10,7 га или 12 га). Наибольшая глубина — 4,8 м (достигается в центре северной части акватории), средняя — 2,5 м. Вдоль берегов местами подвержено зарастанию.
Водится окунь, щука, сазан, карп.